# Millaxendo
Millaxendo es un lugar de la parroquia de Taboeja, en la provincia española de Pontevedra.

## Descripción
El lugar se encuentra en la parroquia de Taboeja, perteneciente al municipio pontevedrés de Las Nieves, en la comunidad autónoma de Galicia. 
En 2018 su población ascendía a 27 habitantes. Aparece descrito en el decimoprimer volumen del Diccionario geográfico-estadístico-histórico de España y sus posesiones de Ultramar de Pascual Madoz de la siguiente manera:

MILLAGENDO: l. en la prov. de Pontevedra, ayunt. de Setados y felig. de Sta. Maria de Taboeja.
(Madoz, 1849, p. 418)